# Bian Tongda
Bian Tongda (chinesisch 边,通达; * 1. April 1991) ist ein chinesischer Geher.

## Sportliche Laufbahn
Bian Tongda trat 2010 in seinen ersten Gehwettkämpfen auf nationaler Ebene an. 2011 gewann er mit einer Zeit von 1:23:25 h die Bronzemedaille bei den Chinesischen Meisterschaften über 20 km. Zudem bestritt er damals seine ersten Wettkämpfe über die 50-km-Distanz. 2013 trat er zur Universiade in Kasan an und erreichte über 20 km als 17. das Ziel. Im Frühjahr 2014 gewann er über 20 km seinen ersten und bislang einzigen Chinesischen Meistertitel. 2015 steigerte sich Bian über 50 km auf 3:59:30 h. Zwei Jahre später gewann er mit neuer Bestzeit von 3:48:41 h die Bronzemedaille bei den Chinesischen Meisterschaften. Anfang März 2019 stellte er in Huangshan seine aktuelle persönliche Bestzeit von 3:43:06 h auf. Mit dem dritten Platz bei den Chinesischen Meisterschaften 2021 gelang ihm die Qualifikation für die Olympischen Sommerspiele in Tokio, bei denen die Geh- und Marathonwettbewerbe aufgrund der klimatischen Bedingungen nach Sapporo verlegt wurden. Anfang August ging er dort an den Start und belegte nach 3:52:01 h den siebten Platz.

## Wichtige Wettbewerbe
| Jahr                            | Veranstaltung                   | Ort                             | Platz                           | Disziplin                       | Weite                           |
| Startet für Volksrepublik China | Startet für Volksrepublik China | Startet für Volksrepublik China | Startet für Volksrepublik China | Startet für Volksrepublik China | Startet für Volksrepublik China |
| ------------------------------- | ------------------------------- | ------------------------------- | ------------------------------- | ------------------------------- | ------------------------------- |
| 2013                            | Universiade                     | Kasan                           | 17.                             | 20 km Gehen                     | 1:28:56 h                       |
| 2021                            | Olympische Sommerspiele         | Tokio                           | 7.                              | 50 km Gehen                     | 3:52:01 h                       |

## Persönliche Bestleistungen
Freiluft
- 10-km-Bahnengehen: 41:29,85 min, 23. Juli 2015, Guilin
- 20-km-Gehen: 1:19:34 h, 1. März 2013, Taicang
- 50-km-Gehen: 3:43:06 h, 9. März 2019, Huangshan